# Gare de Flamboin-Gouaix
Gare de Flamboin-Gouaix vasútállomás Franciaországban, Gouaix településen.

## Vasútvonalak
Az állomást az alábbi vasútvonalak érintik:
- Párizs–Mulhouse-vasútvonal
- Ligne de Flamboin-Gouaix à Montereau

## Kapcsolódó állomások
A vasútállomáshoz az alábbi állomások vannak a legközelebb: